# 皮特街联合教会
皮特街联合教会（Pitt Street Uniting Church）又名皮特街公理会教堂（Pitt Street Congregational Church），是一座澳大利亚联合教会的教堂，位于悉尼中央商务区皮特街264号。该堂创建于1833年，是新南威尔士的第一处公理会。教堂建筑由 John Bibb 设计，建于1841-1846年。1999年4月2日，该堂列入新南威尔士遗产名录。

## 历史

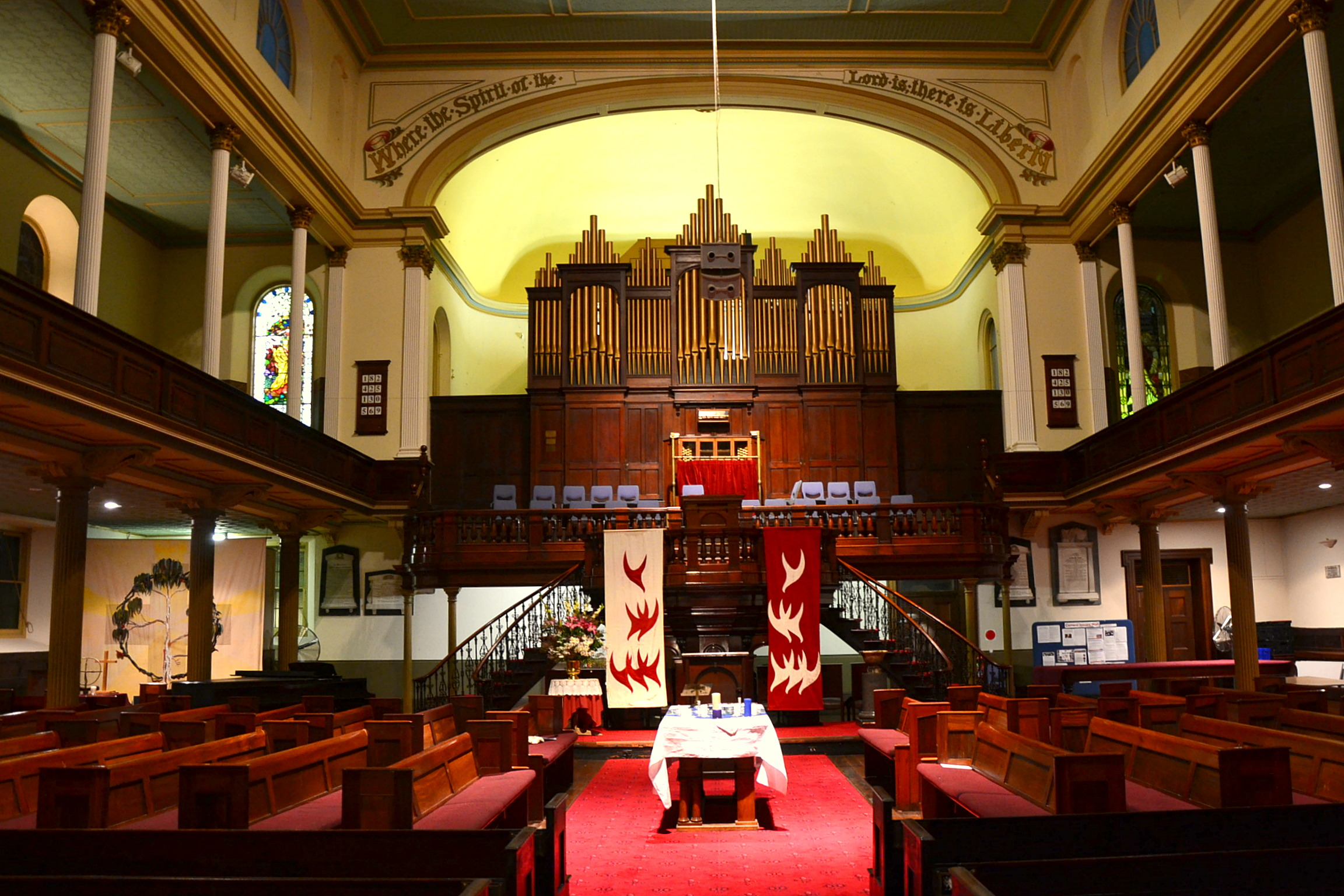

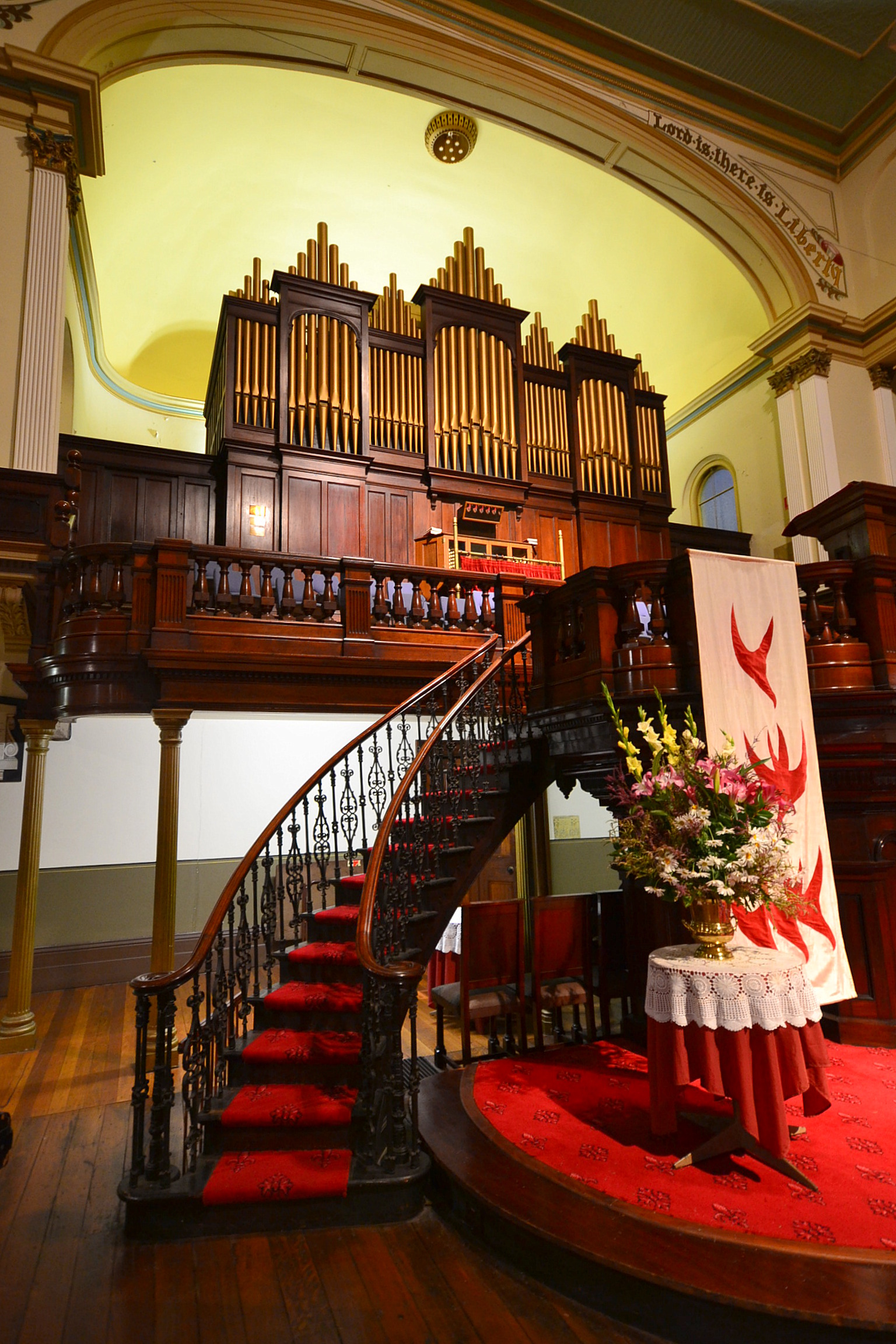

皮特街公理会教堂创建于1833年。信徒迅速增长，很快就需要建造一座更大的建筑物。当前建筑于1842年奠基，由于经济问题，历时4年才得以完成。 1846 年，会众迁入新建筑，1867 年扩建了规模和设计。原教堂由约翰·比伯设计，于 1841 年至 1846 年间，在现址的南半部建造。在此之前，悉尼殖民地的公理会信徒在皮特街西侧（介于市场街和公园街之间）的独立礼拜堂（Independent Chapel）聚会。
建筑师乔治·艾伦·曼斯菲尔德（George Allen Mansfield）对教堂进行了广泛改造，包括延伸砂岩立面、扩建铁栅栏以及内部的重大变化，于1867 年形成了现在的形式。
该堂参与了许多社会问题的辩论，尤其是教育问题。它支持建立苏塞克斯街传道会、基督少年军和 基督教青年会等倡议。
1928 年，在在 T. E. Ruth 牧师的复兴事工期间，成立了教会之家（现朝圣者之家），作为引入创收空间以支持牧灵活动的早期尝试。他倡议堂会应该通过提供会议室和出租空间来扩大作用和赚取收入。
在 1960 年代，有人提议拆除这座建筑。Jack Mundey 和Builders Laborers Federation 回应了会众成员的请求，并宣布对该项目实施绿色禁令，从而挽救了这座建筑。到 1970 年代中期，该堂致力于更新堂区的生活，并开始修复教堂和朝圣者之家。
1977 年，该堂成为澳大利亚联合教会的一部分。
曾有多次尝试拆除该建筑物。1980 年代初期，在新南威尔士州遗产委员会的资助下，进行修复工作，1989年和1996年再次进行修复。